# Abbazia della Santissima Trinità (Mileto)
L'abbazia della Santissima Trinità (fino al XII secolo conosciuta come abbazia di San Michele Arcangelo) di Mileto fu un'abbazia benedettina esistita tra il 1070 e il 1783.

## Storia
Fondata da Ruggero I di Sicilia nel 1081, nell'ambito dell'opera di latinizzazione della chiesa calabrese (fino ad allora di rito bizantino e sottoposta al Patriarcato di Costantinopoli), la chiesa dell'abbazia fu sicuramente consacrata dal primo vescovo latino di Reggio anche se è riportato che fu papa Callisto II a consacrarla nel 1122. Primo abate ne fu Guillaume Fitz Ingram che la governò fino alla sua morte nel 1097-98. Inizialmente dipendente dall'abbazia di Santa Maria di Sant'Eufemia, ne fu distaccata nel 1098 e dichiarata direttamente dipendente dalla Santa Sede, oltreché abbatia nullius diocesis con delle sue parrocchie dipendenti, con bolla di papa Urbano II. Questo luogo fu scelto quale tomba di famiglia dal Gran Conte, che qui venne sepolto insieme alla moglie Eremburga e, forse, al figlio Simone.
Nel 1135 re Ruggero II le tolse alcune chiese ritenute troppo distanti (si trovavano infatti a Roccella e a Cefalù) dandole in cambio varie proprietà site a Bivona, Daffinà, Briatico e Mileto.
Nel 1166, su richiesta dell'abate Mauro, la chiesa fu riconsacrata in quanto l'altare maggiore era stato profondamente danneggiato da un crollo. Nel 1200 si ebbero i primi scontri con il presule di Mileto che si sarebbero trascinati per tutta la storia dell'abbazia a causa soprattutto della qualità di nullius diocesis della SS. Trinità che la rendeva indipendente dal presule locale. Nello stesso anno si verificano anche i primi scontri con i monaci greci di San Nicodemo che, con l'appoggio del vescovo di Gerace, si ribellarono al dominio dell'abbazia melitense, a cui erano sottoposti da una donazione del 1091, riuscendo a rimanere indipendenti.
Papa Alessandro IV ne estese, nel 1260, la giurisdizione su varie persone, laici ed ecclesiastici, che erano andate ad abitare a Monteleone agli ordini di Matteo Marchafaba, secreto dell'imperatore Federico II.
Nel 1358 il re Ludovico e la regina Giovanna concessero all'abbazia il diritto di tenere una fiera nei cinque giorni precedenti e nei tre successivi la solennità della Santissima Trinità; è possibile che si tratti della riconferma di un privilegio già concesso dal conte Ruggero. Durante la fiera (che nel 1700 durava due settimane, una prima e una dopo la festa) si era esenti dalle gabelle ma i granettieri del monastero avevano il diritto di esigere una parte delle merci presenti.

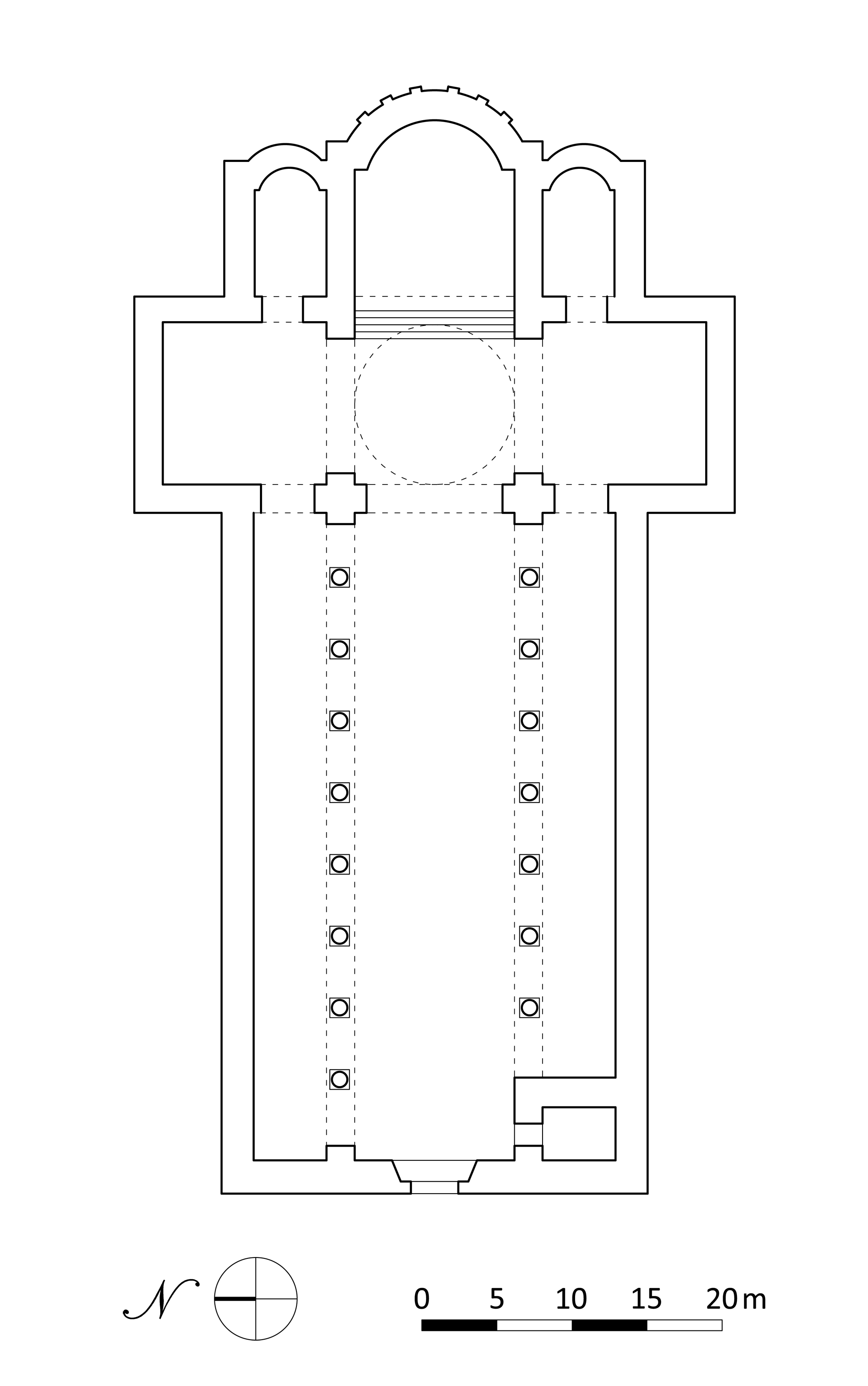
Planimetria della chiesa abbaziale del 1081

Nel 1381 beni presenti a Stilo e a Stignano vennero venduti in cambio di proprietà site a Mileto, Francica, Borrello, Bivona e Vena e di un palazzo a Monteleone.
Nel Quattrocento l'istituto della commenda iniziò ad insidiare la vita del monastero. L'abbazia venne data in commenda una prima volta l'8 ottobre 1404 da Ladislao I al cardinale di Sant'Eustachio Baldassarre Cossa; tale commenda fu revocata il 16 maggio dell'anno dopo su richiesta dell'abate Roberto; comunque l'istituzione sfuggì alla commenda solo fino al 1443 quando apparve un nuovo commendatario, Giovanni de Centelles; da quel momento l'abbazia non riconquistò più l'indipendenza. Oltre al Centelles l'abbazia ebbe altri otto commendatari, tra questi si inserì Giuliano Barrosio che nel 1459, grazie al fatto di avere parte dei monaci schierati a proprio favore, impedì al legittimo usufruttario, Antonio Chisenzio, di prendere possesso dell'abbazia. Barrosio e i monaci a lui favorevoli vennero condannati il 28 febbraio e scomunicati il 19 giugno dello stesso anno. Dopo la morte dell'ultimo commendatario, Alessandro Sforza, avvenuta nel 1581, con la bolla Paterno animi nostri del 23 giugno il papa Gregorio XIII unì l'abbazia al Collegio greco di Roma; ciò fu fatto in quanto il collegio non disponeva di rendite e il suo mantenimento pesava interamente sulle finanze pontificie. Con la bolla vennero soppressi «nomen, titulum, denominationem, essentiam et insegna abbatis et digntatis abbatialis» mentre invece rimasero in vigore «abbatiam ac ipsum monasterium cum […] bonis, proprietatibus, iribus, privilegiis, exemptionibus, iurisdictionibus», venne inoltre prescritto che «solitus monachorum e Ministrorum numeros non minuatur». Il Collegio, diretto dalla Compagnia di Gesù, nominò dal 1662 al 1704 un vicario (anch'esso gesuita) che dirigesse l'abbazia; in questo periodo si ebbe un'intensificazione dei conflitti con il vescovo di Mileto, dovuti anche a motivi futili.
Nel 1659 l'abbazia fu colpita dal primo dei sismi che doveva poi distruggerla completamente. Il terremoto provocò il crollo sia della chiesa che del monastero, i cui materiali e beni vennero poi saccheggiati. In questa occasione anche il vescovo pretese di utilizzare le pietre dell'abbazia per riparare la cattedrale ed anche per farne commercio. Nel 1660 la chiesa fu ricostruita ma senza l'antica maestosità, le sue dimensioni infatti si ridussero alla metà. Del monastero rimasero in piedi solo le muraglie ed alcuni muri maestri; appoggiata alla muraglia ovest fu costruita la nuova residenza vicariale.
Nel 1717, il 13 agosto, Clemente IX soppresse la nullius diocesis abbaziale con la bolla dismenbrationis Abbatiae, unendone i territori alla diocesi melitense; il Papa decretò che in cambio il vescovo doveva versare una pensione annua di 2400 scudi romani al Collegio greco. Nel 1762 iniziò a Napoli una causa per stabilire se l'abbazia fosse di regio patronato; in conseguenza di ciò, 14 anni dopo, il vescovo smise di pagare la pensione.
Il terremoto del 1783 segnò la totale distruzione della SS. Trinità. Ne esistono ancora dei ruderi e vi furono effettuati degli scavi tra il 1916 e il 1923 da Paolo Orsi, altri scavi sono stati effettuati nel 1995 e 1999.